# Tõnismäe
Tõnismäe är en stadsdel i distriktet Kesklinn i Estlands huvudstad Tallinn, med 1 181 invånare i maj 2010.
Stadsdelen har sitt namn efter kullen Tõnismägi, belägen söder om Domberget. Platsen var beväxt med ekar under förkristen tid och tros ha använts som hednisk kultplats. De första bosättningarna uppstod omkring 1100-talet eller 1200-talet och platsen nämns för första gången i skrift 1343, då Tallinns råd skänkte området till Livländska orden. På tyska kallades området Sankt-Antonius-Berg eller Antonisberg. Vid samma tid uppfördes ett kapell till den helige Antonius samt en begravningsplats. Båda förstördes i livländska kriget på 1500-talet.
1670, under den svenska epoken, invigdes Karlskyrkan på berget, uppkallad efter den dåvarande kungen Karl XI. Kyrkan hade en estnisk- och finskspråkig luthersk församling. Kyrkan förstördes i augusti 1710 under stora nordiska kriget men ersattes av nya byggnader. Den nuvarande Karlskyrkan (Kaarli kirik) uppfördes på 1860-talet och ritades av den balttyske arkitekten Otto Pius Hippius (1826–1883).
Bebyggelsen består idag av blandade bostads- och affärskvarter. Andra kända byggnader i stadsdelen är Estlands nationalbibliotek, uppfört 1985 till 1993, Tallinns moderna rådhus, samt Frankrikes och Tysklands ambassader. Framför nationalbiblioteket stod fram till 2007 Bronssoldaten, ett soldatmonument över stupade sovjetiska soldater i samband med Röda arméns erövring av Tallinn 1944, och platsen kallades Befrielseplatsen under den sovjetiska epoken. Avlägsnandet av monumentet och soldatgravarna 2007 var omstritt på grund av de politiska konflikterna kring Sovjetepokens historieskrivning.